# John Baez
Ne doit pas être confondu avec Joan Baez.
Pour les articles homonymes, voir Baez.
John Carlos Baez, né le 12 juin 1961 à San Francisco, est un physicien mathématicien américain de l'université de Californie à Riverside.

## Biographie
John Baez a obtenu son doctorat au Massachusetts Institute of Technology en 1986, sous la direction d'Irving Segal.
Il est essentiellement connu pour son travail sur les mousses de spin dans la gravitation quantique à boucles. Plus récemment, sa recherche s'est concentrée sur des applications de la théorie des catégories à la physique.
Baez est connu par la communauté des amateurs de sciences sur Usenet comme l'auteur du bulletin This Week's Finds in Mathematical Physics, qui expose et critique des découvertes récentes en physique mathématique. Ce bulletin, commencé en 1993, a anticipé le concept du weblog personnel. Baez est également connu sur le Web en tant qu'auteur du Crackpot Index, un site qui évalue ironiquement les théories scientifiques inventées par des amateurs ou des chercheurs solitaires.
Il est par ailleurs le cousin de la chanteuse de folk-country Joan Baez.